# .44 매그넘

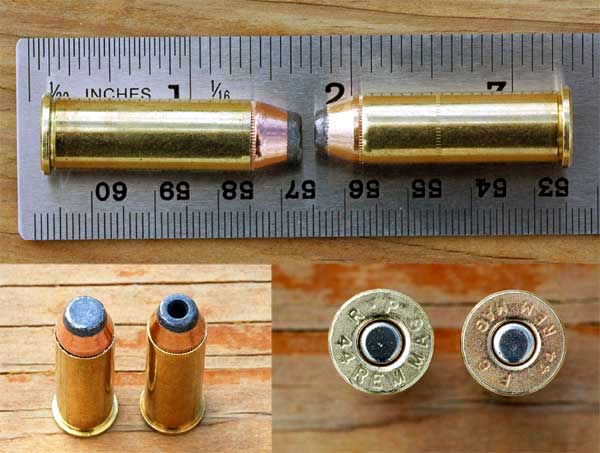

.44 레밍턴 매그넘, 또한 .44 매그넘(.44 Magnum) 또는 10.9x33mmR (비공식 미터법 명칭)로 알려져 있으며, 원래 리볼버용으로 설계되었고 기총과 소총에도 빠르게 채택된 림드, 대구경 탄약통이다. ".44"라는 명칭에도 불구하고, .44 매그넘 탄환, 그 모체 탄피인 .44 스페셜, 그리고 .44 스페셜의 모체 탄피인 .44 러시안을 사용하는 총기들은 모두 0.429 in (10.9 mm) 구경의 탄환을 사용한다. .44 매그넘은 .44 스페셜 탄피를 기반으로 하지만, 더 높은 속도와 에너지를 위해 길이가 길어지고 더 높은 압력으로 장전된다.
클린트 이스트우드가 더티 해리에서 '세계에서 가장 강력한 권총 [탄약]'이라고 불렀지만, .44 매그넘은 이후 .45 윈체스터 매그넘, .454 카술, .460 S&W 매그넘, .475 와일디 매그넘, .480 루거, .50 액션 익스프레스, .500 S&W 매그넘, 그리고 .500 부시웨커가 출시되면서 성능면에서 후순위로 밀리게 되었다. 그럼에도 불구하고, 더 다루기 쉬운 반동 덕분에 가장 인기 있는 상업용 대구경 매그넘 탄약통 중 하나로 남아 있다.

## 기원
.44 매그넘 탄약통은 수년간의 조율된 .44 스페셜 장전의 결과였다. 20세기 초, 실험가들은 .44 스페셜 및 기타 대구경 권총 탄약통에 무거운 탄환과 일반적인 것보다 더 많은 장약량을 장전하여 우수한 탄도 성능과 더 나은 사냥 성능을 달성했다. 이러한 수제 탄약 장전가 중 한 명은 20세기의 저명한 작가이자 야외 활동가인 엘머 키스였다.

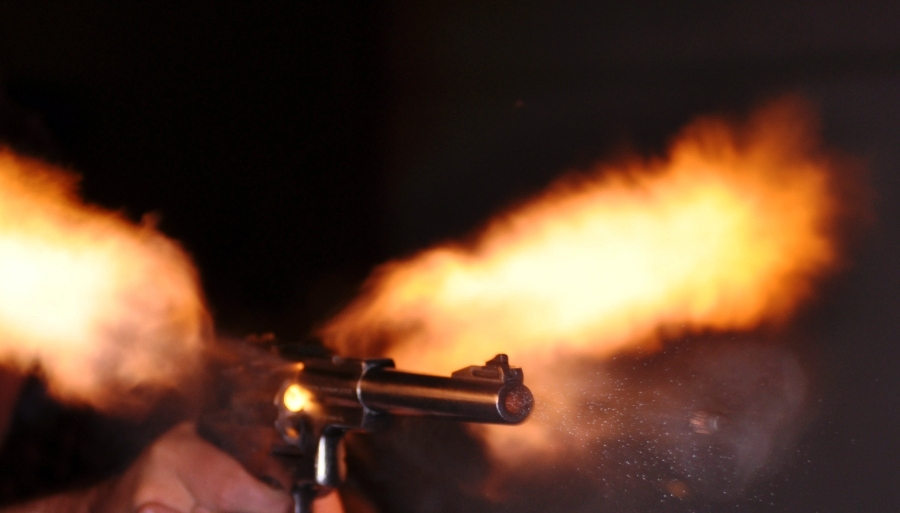
에어 갭 플래시를 사용하여 촬영된 .44 매그넘 리볼버의 고속 사진으로, 리볼버 총신을 빠져나온 탄환이 비행 중인 모습이 선명하게 보인다.

키스는 더 큰 .45 콜트 대신 .44 스페셜 탄약통을 실험의 기반으로 삼았다. 당시 수제 탄약 장전가들을 위한 .44 구경 탄환의 선택 폭이 더 넓었고, .44 스페셜의 황동은 오래된 .45 콜트 탄피보다 더 두껍고 강했다. 또한, .44 스페셜 탄피는 .45 콜트 탄피보다 직경이 작았다. 같은 실린더 크기의 리볼버에서 이는 .44 구경 리볼버가 .45 구경보다 실린더 벽이 더 두껍고 따라서 더 강하다는 것을 의미했다. 이는 실린더 파열 위험을 줄이면서 더 높은 압력을 사용할 수 있게 했다.
키스와 그의 동료들은 스미스 & 웨슨과 레밍턴에게 이 새로운 고압 장전 방식과 이를 장전하는 리볼버를 상업적으로 생산하도록 성공적으로 로비했다. 스미스 & 웨슨의 첫 번째 .44 매그넘 리볼버인 모델 29의 전신은 1955년 12월 15일에 제작되었으며, 이 총은 1956년 1월 19일에 대중에게 공개되었다. 가격은 미화 140달러(오늘날 약 $1,300에 해당한다). 줄리안 해처(아메리칸 라이플맨 기술 편집자)와 키스는 최초 생산 모델 중 두 개를 받았다. 해처의 새로운 스미스 & 웨슨 리볼버와 .44 매그넘 탄약통에 대한 리뷰는 잡지 1956년 3월호에 실렸다. 스미스 & 웨슨은 1956년에 이 리볼버 3,100정을 생산했다.
1956년 여름까지 스텀, 루거는 이 프로젝트를 알게 되었고 새로운 .44 매그넘 탄약통을 위한 단동식 블랙호크 리볼버 개발에 착수했다. 루거 직원이 ".44 레밍턴 매그넘"이라고 표시된 탄피를 발견하여 빌 루거에게 가져갔다는 인기 있는 소문이 있으며, 다른 소문은 레밍턴 직원이 루거에게 초기 탄약 샘플을 제공했다는 것이다. 루거는 1956년 11월 말에 새로운 리볼버를 출하하기 시작했다.
.44 매그넘 탄피는 .44 스페셜 탄피보다 약간 길다. 이러한 변경은 주로 탄약통의 추진제 용량을 늘리기 위한 것이 아니라, 훨씬 더 높은 압력의 탄환이 오래되고 약한 .44 스페셜 총기에 장전되어 사수에게 부상이나 사망을 초래할 수 있는 것을 방지하기 위한 것이었다.
.44 매그넘은 즉각적인 상업적 성공을 거두었다. S&W 모델 29와 .44 매그넘 루거 블랙호크의 직계 후손들은 여전히 생산 중이며, 수많은 다른 제조사와 모델의 .44 매그넘 리볼버와 심지어 1960년대에 처음 생산된 소수의 반자동 모델도 합류했다. S&W M29가 .44 스페셜 탄약을 발사하는 것을 주요 특징으로 하는 영화 더티 해리는 이 모델의 인기에 기여했다.
루거는 1959년에 .44 매그넘을 장전하는 루거 모델 44라는 반자동 기총을 도입하여 첫 번째 장총을 선보였다. 마를린은 곧이어 레버 액션 모델 1894를 .44 매그넘으로 출시했다. 같은 구경으로 기총과 권총을 사용하는 것은 오랜 전통이다. .44-40 윈체스터는 1873년에 윈체스터에 의해 레버 액션으로 도입되었고, 콜트는 1878년에 같은 구경의 리볼버를 출시했다. .38-40 윈체스터와 .32-20 윈체스터도 기총과 리볼버 모두에서 사용할 수 있어 사수가 두 총기 모두에 한 종류의 탄약을 사용할 수 있었다.
개선된 현대 합금 및 제조 기술 덕분에 .44 매그넘과 같은 크기의 리볼버에서 .454 카술 및 .480 루거와 같이 더 크고 강력한 탄약통을 만들 수 있는 더 강한 실린더가 제작되었지만, .44 매그넘은 여전히 뛰어난 무기로 간주된다. 2006년, .44 매그넘 50주년을 기념하여 루거는 "플랫탑" 스타일의 특별한 50주년 블랙호크 리볼버를 출시했다.

## 기술 사양

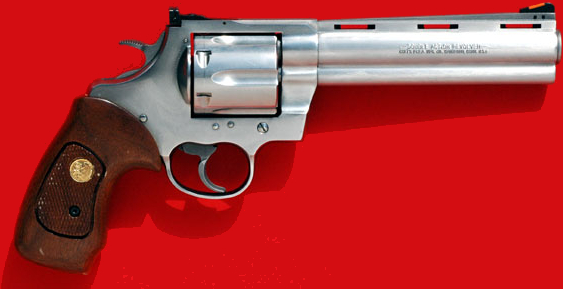
.44 매그넘 콜트 아나콘다

.44 매그넘은 권총으로는 크고 무거운 탄환을 고속으로 발사한다. 완전한 위력으로 사용될 경우 반동과 총구 화염이 너무 커서 일반적으로 경찰용 무기로는 부적합하다고 간주된다. 빠른 연사는 사용자의 손에 어렵고 힘든 작업이며, 특히 체구가 작은 사수에게는 더욱 그렇다.
".44 구경"으로 판매되지만, .44 매그넘과 그 모체인 .44 스페셜은 실제로는 .429-.430 구경이다. .44라는 명칭은 19세기 후반에 사용된 힐드 탄환의 초기 측정에서 유래한 것이다. 그 당시에는 탄환 지름이 일반적으로 해당 탄약통의 외부 치수와 일치했으며, 탄약통 내부와는 달랐다. .44 스페셜과 .44 매그넘의 조상인 .44 러시안이 개발된 후, 탄환 구경 측정은 탄약통 내부에서 이루어져 .429 구경이 되었다.
일부 총기 스타일은 이 구경을 사용할 때 더 편안하게 사용할 수 있다. 많은 사수들은 단동식의 둥근 손잡이 모양이 이중 작동식 리볼버의 손잡이 모양보다 무거운 반동을 다루는 데 더 적합하다고 생각한다. 이중 작동식 리볼버는 손잡이 상단에 어깨 부분이 있다. 많은 사수들은 무거운 반동 총기에 이상적인 손잡이 유형을 더 긴 "비스리" 스타일의 단동식 손잡이로 간주하며, 이는 루거(모델명 "비스리")와 프리덤 암스의 단동식뿐만 아니라 많은 맞춤 제작 업체에서도 찾아볼 수 있다.

### 이중 용도 사용

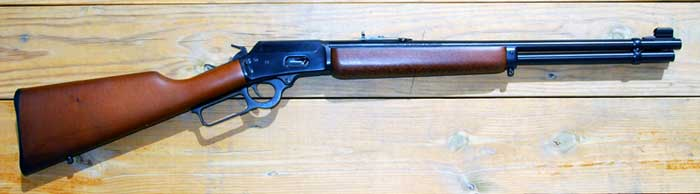
.44 매그넘 마를린 모델 1894 기총

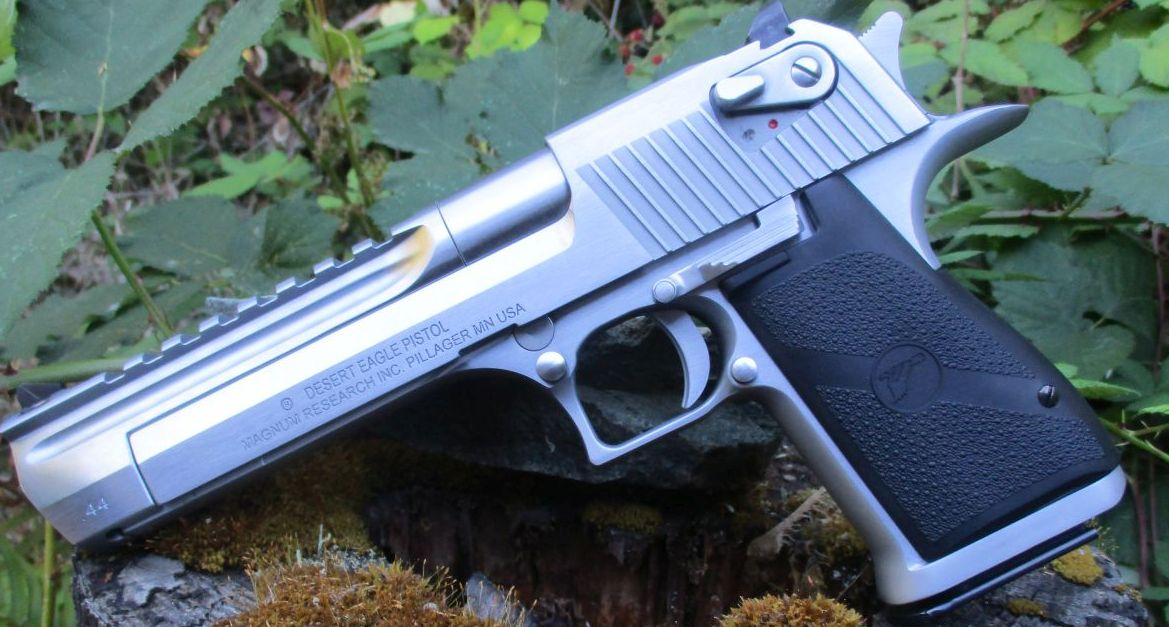
.44 매그넘 데저트 이글 반자동 권총이다.

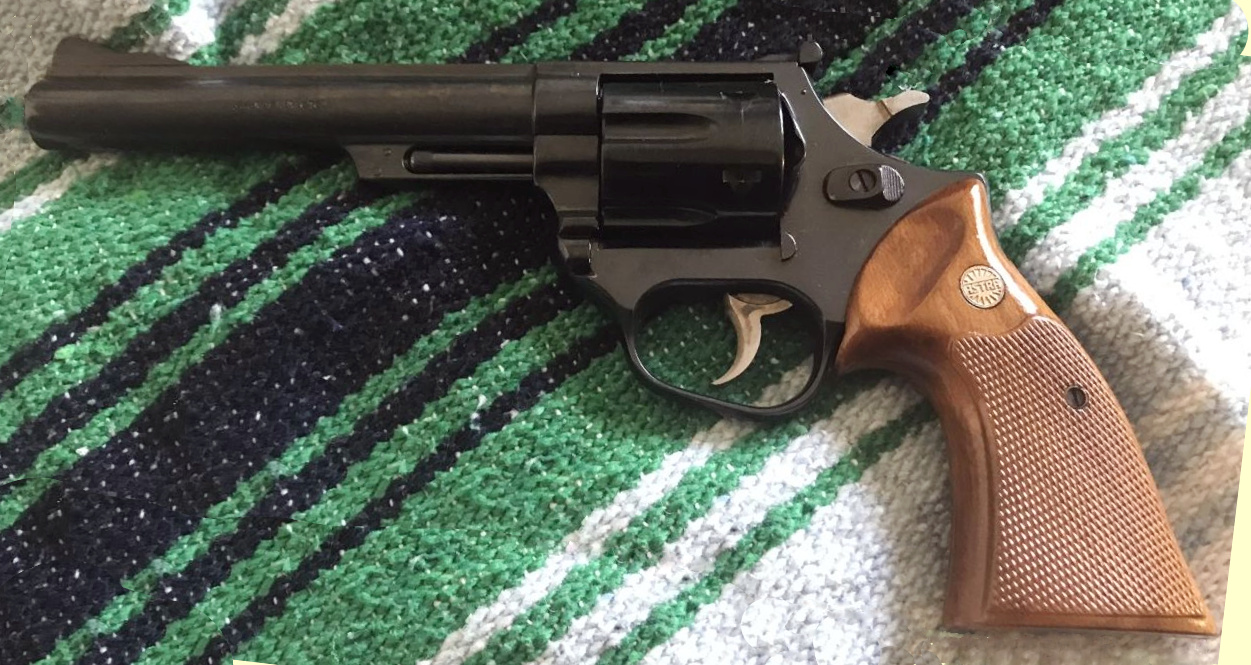
스페인제 .44 매그넘 아스트라 모델 44 리볼버.

권총/소총 탄약통의 이중 용도 개념은 구 서부 시대부터 인기가 있었는데, .44-40 윈체스터와 같은 탄약통은 "고속" 소총 장전이 매그넘 장전의 전신이었다. 다른 이중 용도 탄약통으로는 .32-20 윈체스터와 .38-40 윈체스터가 있었다.
일부 과거의 이중 용도 탄약통, 예를 들어 .44-40 윈체스터는 사람들이 소총용으로 설계된 "고속" 버전을 권총에 장전했을 때 제조업체에 문제를 일으켰다. .44 매그넘은 처음부터 리볼버 탄약통으로 설계되었기 때문에 그러한 문제는 없으며, SAAMI-준수 탄약은 .44 매그넘을 위해 약실에 장전된 모든 권총 또는 소총에서 발사된다.
권총 탄약통의 경우, C.I.P. 준수 최대 장전에서 볼트 추력은 상당하며 무기 설계에서 중요한 요소이다. 볼트 추력이 클수록 잠금 장치가 이를 견딜 수 있도록 더 강해야 한다.
소총이나 기총 탄약통으로서 .44 매그넘은 중형 사냥감에 충분히 강력하면서도 작고 가벼운 패키지에 쉽게 들어간다. 1961년에 루거는 최초의 .44 매그넘 기총인 .44 기총을 도입했다. 레버 액션 마를린 모델 1894 및 기타 많은 총기들이 현재 이 구경으로 제공된다. 리볼버보다 상당히 긴 총열을 가지고 있고 (리볼빙 라이플을 제외하고는) 실린더 간격이 없기 때문에, 기총은 같은 탄약으로 장전된 리볼버보다 상당히 높은 속도를 낼 수 있다. 루거 디어필드에서 다양한 탄약을 사용하여 테스트한 결과, 240-그레인 (16 g) 탄환으로 100 yd (91 m) 거리에서 1,300 ft/s (400 m/s) 이상의 속도를 기록했으며, 이는 리볼버의 총구 속도와 비슷하다. 느리게 타는 화약을 사용하는 장전 방식은 짧은 총열과 긴 총열 모두에서 성능을 극대화하며, 한 발표된 장전 방식은 리볼버에서 1,500 ft/s (460 m/s), 기총에서 240-그레인 (16 g) 탄환으로 1,625 ft/s (495 m/s)를 기록했다.

### 적합한 사냥감
.44 매그넘은 와피티사슴 크기의 동물을 잡는 데 적합하다. 정확한 조준과 깊이 침투하는 탄약통을 사용하면 케이프 버팔로를 포함한 가장 큰 사냥감도 잡을 수 있었다. 출판인 로버트 E. 피터슨은 스미스 & 웨슨 모델 29 .44 매그넘으로 기록적인 북극곰을 잡았다. 심지어 코끼리를 성공적으로 잡는 데도 사용되었다.
오래 전부터 최고의 사슴 탄약통으로 여겨져 온 구형 .44-40 소총 탄환의 탄도 성능을 능가할 뿐만 아니라, .44 매그넘에 일반적으로 사용되는 무겁고 평평한 탄두 탄환은 추가적인 장점이 있다. 나뭇가지나 덤불을 나타내는 가벼운 덮개를 뚫고 탄환을 발사한 테스트 결과, 오늘날 대부분의 사냥용 탄약통이 사용하는 고속, 경량, 얇은 재킷, 뾰족한 탄환은 덤불과의 접촉으로 쉽게 빗나가는 것으로 나타났다. 최소한의 편향으로 덤불을 관통하는 데 이상적인 탄환은 무겁고 평평한 탄두 탄환으로 중간 속도를 가진다.

### 사거리
.44 매그넘의 정확도는 매우 뛰어나며, 콜트, 스미스 & 웨슨, 루거 모델은 대부분의 탄약으로 50 야드 (46 m)에서 3 to 4 인치 (7.6 to 10.2 센티미터)의 탄착군을 생성한다. .44 매그넘 탄약통의 제한 요소는 종말 탄도학이 아니다. 6 in (152 mm) 리볼버에서 발사할 때, 일반적으로 장전된 .44 매그넘 240 gr (16 g) 탄환은 150 yd (137 m)에서 같은 무기로 발사된 246 gr (15.9 g) .44 스페셜이 총구에서 가지는 것보다 더 큰 충격 에너지를 가진다. 무겁고 비확장성 탄환으로 장전하면 .44 매그넘은 와피티사슴 및 심지어 들소와 같은 대형 사냥감을 쉽게 관통할 수 있다.
제한 요소는 탄환의 탄도이다. 가장 좋은 사냥용 탄환은 무거워서 상대적으로 느리다. 이는 발사체의 탄도가 100 야드 (91 m)를 넘어서면 상당히 떨어질 것이라는 의미이다. 50 yd (46 m)에서는 실질적으로 낙하가 거의 없으므로, 총의 조준 "조준선"이 "탄환의 탄도"와 같은 지점에서 만날 수 있다. 100 yd (91 m)에서 낙하가 약 2 인치 (5.1 센티미터)일 때, 150 야드 (137 m)에서는 낙하가 8 인치 (20 센티미터) 이상이다. 100 yd (91 m) 영점에서는 150 yd (137 m)에서도 낙하가 여전히 6 인치 (15 센티미터) 이상 측정될 것이다. 전문가들은 .44 매그넘 탄약통을 발사할 때 사냥 사거리를 100 야드 (91 m)로 제한하며, 실용적인 정확도가 필요하다면 그보다 짧게 잡는다.

## 대중 문화에서

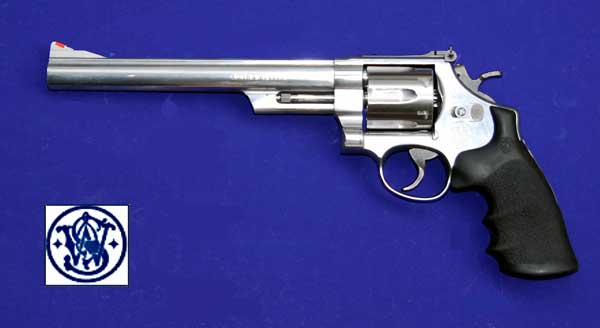
총열을 가진 스미스 & 웨슨 모델 629.

.44 매그넘은 도입 이후 수년 동안 사수들 사이에서 꾸준히 인기를 유지했지만, 1971년 클린트 이스트우드 주연의 미국 영화 더티 해리에서 크게 등장하면서 일반 대중의 관심을 받았다. 영화의 고전적인 대사 중 하나에서 주인공 "더티" 해리 캘러핸은 자신의 스미스 & 웨슨 모델 29를 "세계에서 가장 강력한 권총"이라고 묘사한다. 1959년에 더 강력한 .454 카술 와일드캣 탄약통이 발표되었지만, .44 매그넘은 1980년대 최초의 양산형 .454 카술 리볼버가 생산될 때까지 가장 강력한 양산형 탄약통이었다. .44 매그넘은 1976년 영화 택시 드라이버에서 트래비스 비클 캐릭터가 매춘 업소 습격 시 구입하고 사용하기도 했다. 버나드 허먼의 택시 드라이버 사운드트랙에는 "The .44 Magnum is a Monster"라는 곡도 수록되어 있다.
모델 29에 대한 수요가 너무 많이 증가하여 권장 소매 가격의 3배까지 팔리기도 했다. 모델 29를 구할 수 없게 되자 고객들은 루거 레드호크와 같이 이 구경을 사용하는 다른 권총들을 찾았다.

## 같이 보기
- 10 mm 구경
- .357 매그넘, 최초의 "매그넘" 탄약통이자 .44 매그넘의 직전 조상
- .41 레밍턴 매그넘, .357 매그넘과 .44 매그넘의 중간 단계로 개발됨
- .44 AMP
- .445 슈퍼매그
- .44 오토매그
- LAR 그리즐리 윈 매그
- 권총 및 소총 탄약통 목록